# サーガマ
サーガマ（イタリア語: Sagama）は、イタリア共和国サルデーニャ自治州オリスターノ県にある、人口約200人の基礎自治体（コムーネ）。

## 地理

### 位置・広がり

#### 隣接コムーネ
隣接するコムーネは以下の通り。括弧内のNUはヌーオロ県所属を示す。
- フルッシーオ
- スカーノ・ディ・モンティフェッロ
- シンディーア (NU)
- スーニ
- ティンヌーラ